# Haus der Lügen
Haus der Lügen (Originaltitel: L’origine du mal, übersetzt: „Der Ursprung des Bösen“) ist ein französisch-kanadischer Spielfilm von Sébastien Marnier aus dem 2022.
Der Thriller wurde am 1. September 2022 bei den Internationalen Filmfestspielen von Venedig uraufgeführt. Ein regulärer Kinostart in Frankreich erfolgte am 5. Oktober 2022.

## Handlung
Stéphane arbeitet in einer Konservenfabrik. Sie hat im Gefängnis gesessen und dort eine homosexuelle Beziehung zu einer Mitinsassin unterhalten. Sie versucht, Kontakt zu ihrem leiblichen Vater Serge herzustellen, den sie zuvor nie gekannt hatte. Stéphane entdeckt, dass Serge äußerst vermögend ist und zurückgezogen in seinem riesigen Haus lebt. Serge lebt in Gemeinschaft mit einer Reihe von Frauen. Da ist Louise, seine verschwenderische Ehefrau, seine Tochter George, der daran gelegen ist, die Familie zu dominieren, die rebellische Enkelin Jeanne und schließlich die Hausangestellte Agnès, eine schwer zu durchschauende Person. Sie alle sehen Serges Tochter als mögliche Bedrohung ihres Familienfriedens und versuchen Stéphane beim Kennenlernen ihres Vaters möglichst viele Steine in den Weg zu legen.
Als Stéphanes Wohnung gekündigt wird, bietet ihr Serge an, in seinem Haus zu wohnen. Nach und nach merkt sie, dass Serge von den Frauen verachtet und heimlich schikaniert  wird. Man hält ihn für senil und für unfähig seine Geschäfte zu führen. Serge vertraut sich Stéphane an, zeigt ihr sein Büro und seinen exzellenten Weinkeller, die beiden einzigen Orte, zu denen die Familie und die Hausangestellte striktes Zugangsverbot haben. In der Folge beginnen sich Eifersucht und Groll in der Familie auszubreiten. Serges Familie droht auseinanderzubrechen.

## Hintergrund
Haus der Lügen ist der dritte Spielfilm von Sébastien Marnier, für das er auch das Drehbuch verfasste.
Die Produktionskosten werden mit 3,5 Mio. Euro angegeben.

## Veröffentlichung
Die Premiere von Haus der Lügen erfolgte am 1. September 2022 beim Filmfestival von Venedig, wo Marniers Regiearbeit die Sektion Orizzonti Extra eröffnete. Dort wurde der Film als „atypische und groteske Komödie“ angepriesen.
Am 14. September 2022 wurde der Film auf dem Toronto International Film Festival und am  6. Oktober auf dem Festival International du Film Francophone in Namur vorgestellt.
Ein Kinostart in Frankreich war am  5. Oktober 2022.

## Auszeichnungen
Im Rahmen der Sektion Orizzonti Extra ist Haus der Lügen für den Publikumspreis nominiert. Gleichzeitig folgte eine Nominierung für den in Venedig vergebenen Queer Lion.